# Pascual Pérez Rodríguez
Pascual Pérez Rodríguez (València, 1804 - 1868) fou un escriptor, periodista i fotògraf valencià del segle xix.

## Biografia
Va nàixer a la ciutat de València, fill de Vicente Pérez, relator de l'Audiència territorial i de Mariana Rodríguez. El batejaren amb el nom de Manuel Julián, nom que canvià pel de Pasqual en professar com a religiós. Després de la mort de son pare aconseguí una beca per estudiar al Seminari de les Escoles Pies. Poc després va morir sa mare i ell i els seus germans van romandre a càrrec dels seus avis materns.
Acabà els seus estudis de llatí al seminari i els de filosofia a la Universitat. Encoratjat pels seus mestres va entrar al noviciat amb tretze anys, i professà als setze. Tres anys després fou nomenat director dels alumnes interns i professor d'humanitats del Col·legi de Saragossa. El 1827 es va establir a València també com a professor d'humanitats al Col·legi de les Escoles Pies, on va entaular una gran amistat amb el pare Juan Arolas.
EL 1835 va abandonar la vida religiosa, per motius de salut (estava afectat per una malaltia espasmòdica), va sol·licitar la secularització, que va obtenir el 1851. Un atac d'apoplexia li va ocasionar la mort mentre vivia al carrer de la Parra número 7, l'any 1868.
Fundà, amb Joan Arolas i Pere Sabater, el periòdic Diario Mercantil de Valencia, el primer exemplar del qual va eixir a la venda el 19 de novembre de 1834, i se n'encarregà de la direcció fins a l'any 1844. El 1840, en col·laboració també amb Arolas, va publicar La Psiquis, amb il·lustracions de Luis Téllez-Girón, una revista dedicada a la dona. Va durar trenta setmanes, es tancà el 25 de setembre de 1840.
Col·laborà en diversos periòdics i revistes valencianes, com El Castellano, El Cid, El Mole, El Sueco, El Tabalet, El Edetano, Las Bellas Artes, El Miguelete, El Valenciano, El Museo Literario i El Museo Universal de Madrid.
Escrigué alguns actes sacramentals en valencià, com El diable pres (1855), La loca de Morella (1863) i La venta improvisada (1867), que es van representar públicament.
Dominava diversos idiomes, el francés, anglés, italià i portugués. Gràcies a això va poder traduir tres toms de Los viajes de Alí-Bey-el Abbássi (pseudònim de Domènec Badia i Leblich) (1836), la Vida de la Virgen de l'abat Orsini (1841), i va començar la traducció de la Bíblia de Royaumont, acabada per Vicent Boix després de la mort de Pérez Rodríguez.

### Fotògraf
Pascual Pérez fou un pioner de la fotografia i dels primers introductors de la tècnica del daguerreotip a l'Estat espanyol. Així el 1849 estigué valorant la conveniència de treballar amb el calotip, ja que aquest permetia la realització de còpies múltiples. El 1851 publica el Álbum del Cabañal que estava il·lustrat amb calotips, pel que fou un dels primers fotògrafs valencians en comercialitzar-lo. A més a més, una fotografia seua fou la primera a aparèixer a la premsa escrita de l'Estat espanyol, es tractava d'un daguerreotip publicat el 1852 en El Diario mercantil de València.

## Obres[1]
- La torre gótica o El espectro de Limberg, impremta de López y Cía, 1831.
- El hombre invisible o Las ruinas de Munsterhall, impremta de Cabrerizo, 1833.
- La Amnistía Cristiana, o el solitario del Pirineo, 1833
- La urna sangrienta o El panteón de Scianella, impremta de Cabrerizo, 1834.[4]
- Amor y Gloria, 1834
- El libro de oro del pueblo ó Catecismo de la libertad, 1840.
- Elementos de geografía moderna, 1841.
- Compendio de Gramática, 1841.
- El Nuevo Catón, 1841.
- Tratado de Urbanidad, 1841.
- Compendio de la historia de España, 1842.
- Obras en prosa y verso / de Pascual Pérez y Rodríguez, impremta dels Dos Reinos, 1870.